# Rémering-lès-Puttelange
Rémering-lès-Puttelange (deutsch Remeringen) ist eine französische Gemeinde mit 1034 Einwohnern (Stand 1. Januar 2022) im Département Moselle in der Region Grand Est (bis 2015 Lothringen). Sie gehört zum Arrondissement Sarreguemines.

## Geografie
Rémering-lès-Puttelange liegt am Mutterbach, etwa 15 Kilometer südlich von Forbach und 13 Kilometer südwestlich von Saargemünd. 

## Geschichte
Der Ort wurde erstmals 1121 als Rimeringa erwähnt. Weitere Namen waren Remeringa (1294), Rymeringuen (1361), Remeringen (1631), Reimeringen (1756)  Remering (1793), und Remeringen (1871)
Das Lothringerkreuz im Gemeindewappen steht für die Kastellanei von Sarralbe, von der Rémering abhängig war; die Pfähle sind die Symbole der alten Herren von Puttelange, denen der Ort im Hochmittelalter gehörte.

### Bevölkerungsentwicklung
| Jahr      | 1962 | 1968 | 1975 | 1982 | 1990 | 1999 | 2006 | 2019 |
| Einwohner | 698  | 727  | 731  | 821  | 852  | 836  | 1030 | 1049 |

## Sehenswürdigkeiten
- Kirche Saint-Remi von 1955

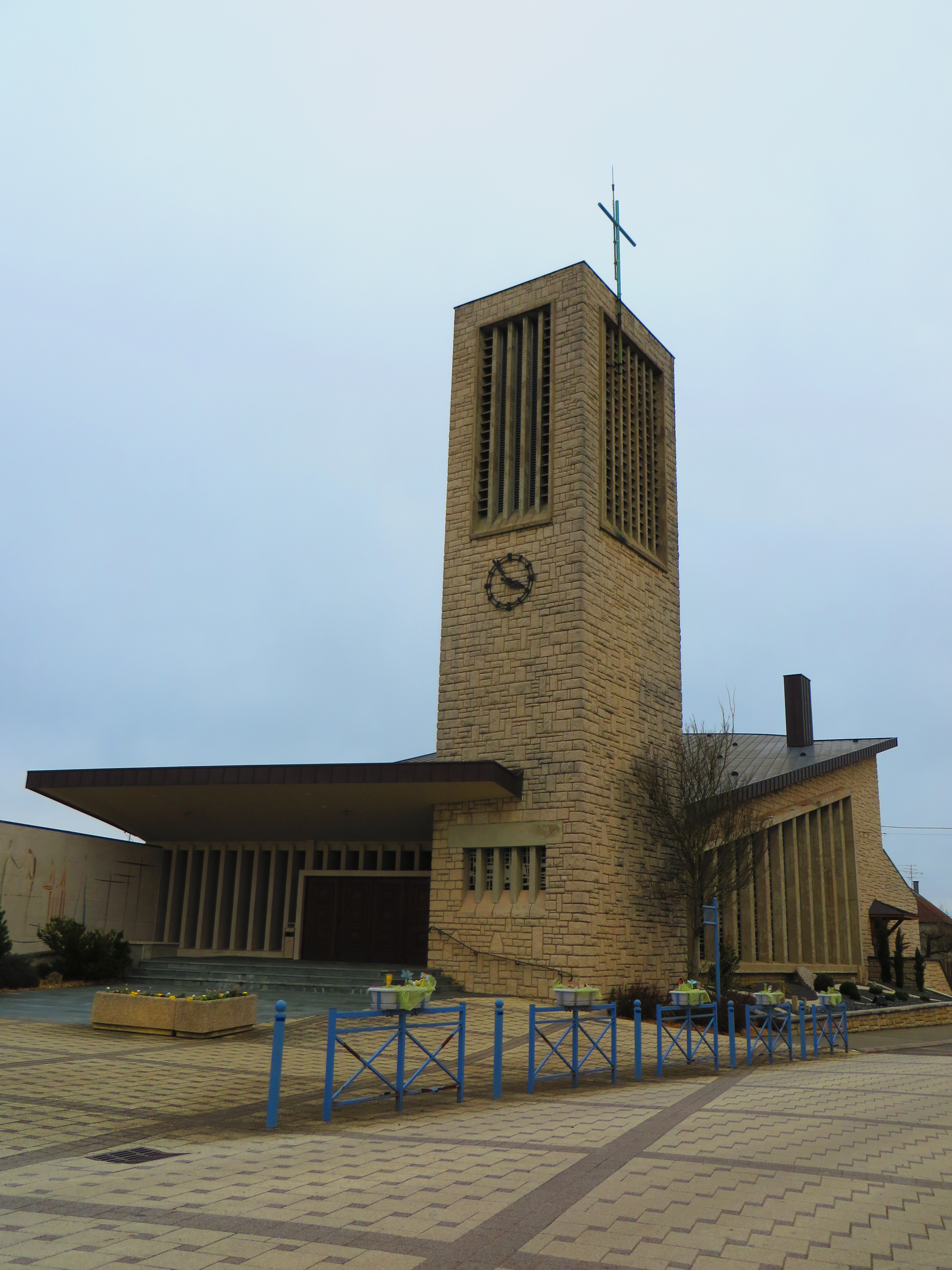
Kirche Saint-Remi
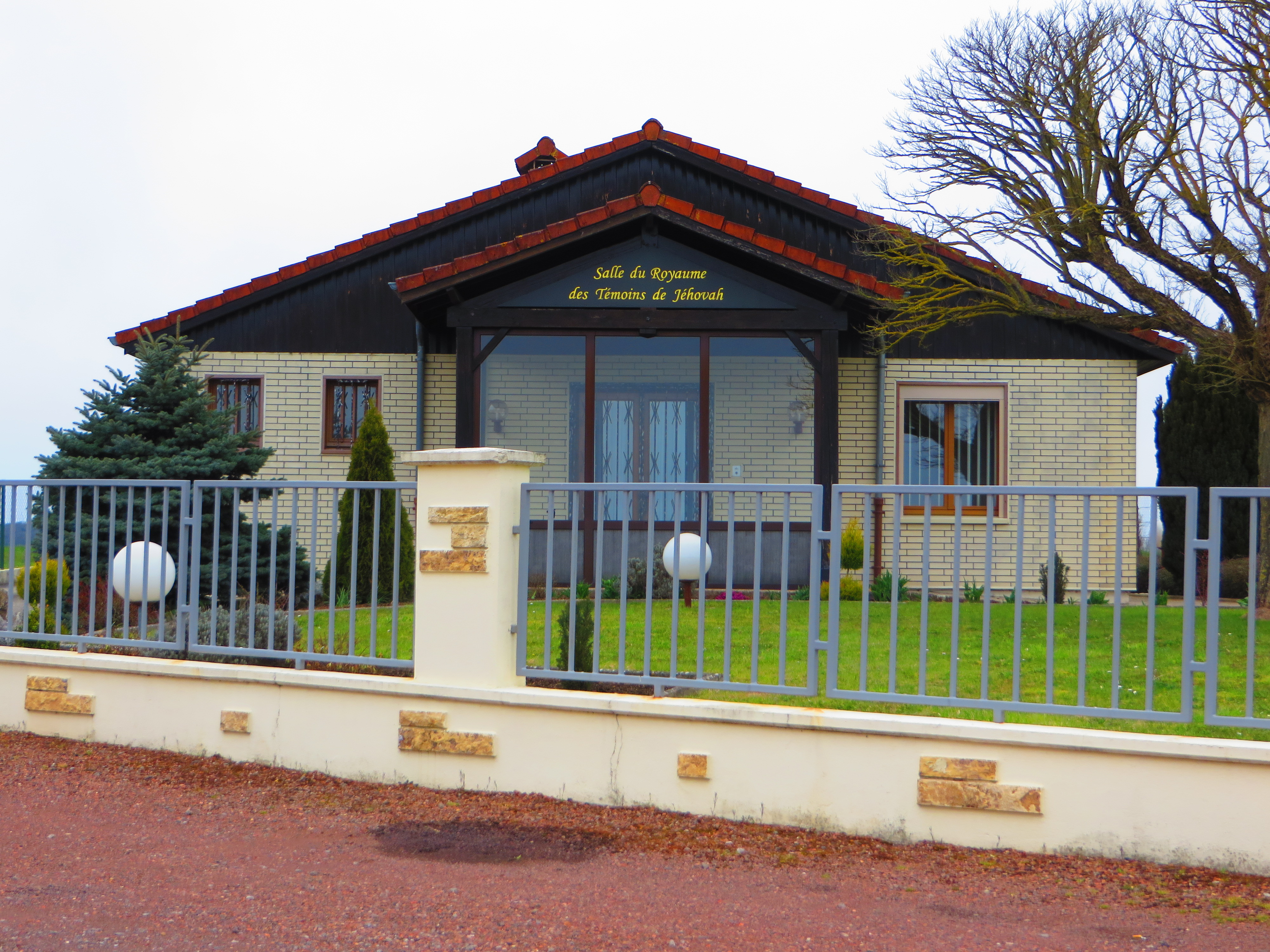
Königssaal der Zeugen Jehovas

## Belege
1. ↑  Wappenbeschreibung auf genealogie-lorraine.fr (französisch)